# Gemma Nierga i Barris
Gemma Nierga i Barris   (Girona, 1 de novembre de 1965) és una periodista catalana que ha desenvolupat la major part de la seva carrera professional com a presentadora de ràdio i televisió. Des del setembre de 1997 fins al setembre de 2012 va dirigir i presentar La ventana de la Cadena SER. Passà a dirigir i presentar juntament amb Pepa Bueno el programa dels matins Hoy por Hoy, programa líder d'audiència de les tardes de la ràdio espanyola.

## Biografia
És llicenciada en Periodisme per la Universitat Autònoma de Barcelona. Es va donar a conèixer el 1984 com a presentadora d'un programa de cinema a Ràdio Vilassar de Dalt. I també va estar a Calella Televisió del Maresme. El 1985 se'n va a la Cadena 13 de Barcelona, després d'això s'incorpora a Televisió de Catalunya per presentar l'espai Dit i fet entre 1987 i 1989.
El 1987 s'incorpora a Ràdio Barcelona de la Cadena SER. Va començar com a reportera en un programa matinal, i més tard va passar a l'horari nocturn creant el programa Parlar per parlar, que va començar a emetre per les emissores de SER Catalunya i, des de 1994, a Espanya. També ha fet a la SER espais culturals, de successos i d'entrevistes, sobretot dins del programa informatiu Hora 25. Paral·lelament, va seguir presentant diversos programes a TVC com Tres senyores i un senyor, Pares i fills i Tothom per Tothom (tots ells estrenats en 1993). Posteriorment, el 1995, va presentar a Televisió Espanyola el programa El destino en tus manos i, el 1997, Hablando con Gemma, transmès pels canals autonòmics Canal Nou, Telemadrid, Euskal Telebista i Canal Sur.
Rebé el premi Antena de Oro el 1996 i Premi Ondas 1997 pel programa Hablar por hablar. A més, és autora del llibre del mateix títol, en el qual recull experiències viscudes al llarg de l'espai amb el qual Nierga va aconseguir el lideratge de l'audiència en la matinada. El 1997, després de la sortida de Javier Sardà, es va fer càrrec del programa La ventana de la Cadena SER, líder d'audiència en la seva franja horària. Amb aquest programa ha aconseguit el Premi Ondas Internacional de ràdio 2000 per la tertúlia de nens.
Arran de l'assassinat del seu contertulià i amic Ernest Lluch el 21 de novembre de 2000 per la banda terrorista ETA, va ser objecte d'una gran polèmica quan en la manifestació en repulsa per l'assassinat va fer les següents declaracions:
| « | Estic convençuda que l'Ernest hauria intentat dialogar fins i tot amb la persona que el va matar: vostès, que poden, dialoguin si us plau. | » |

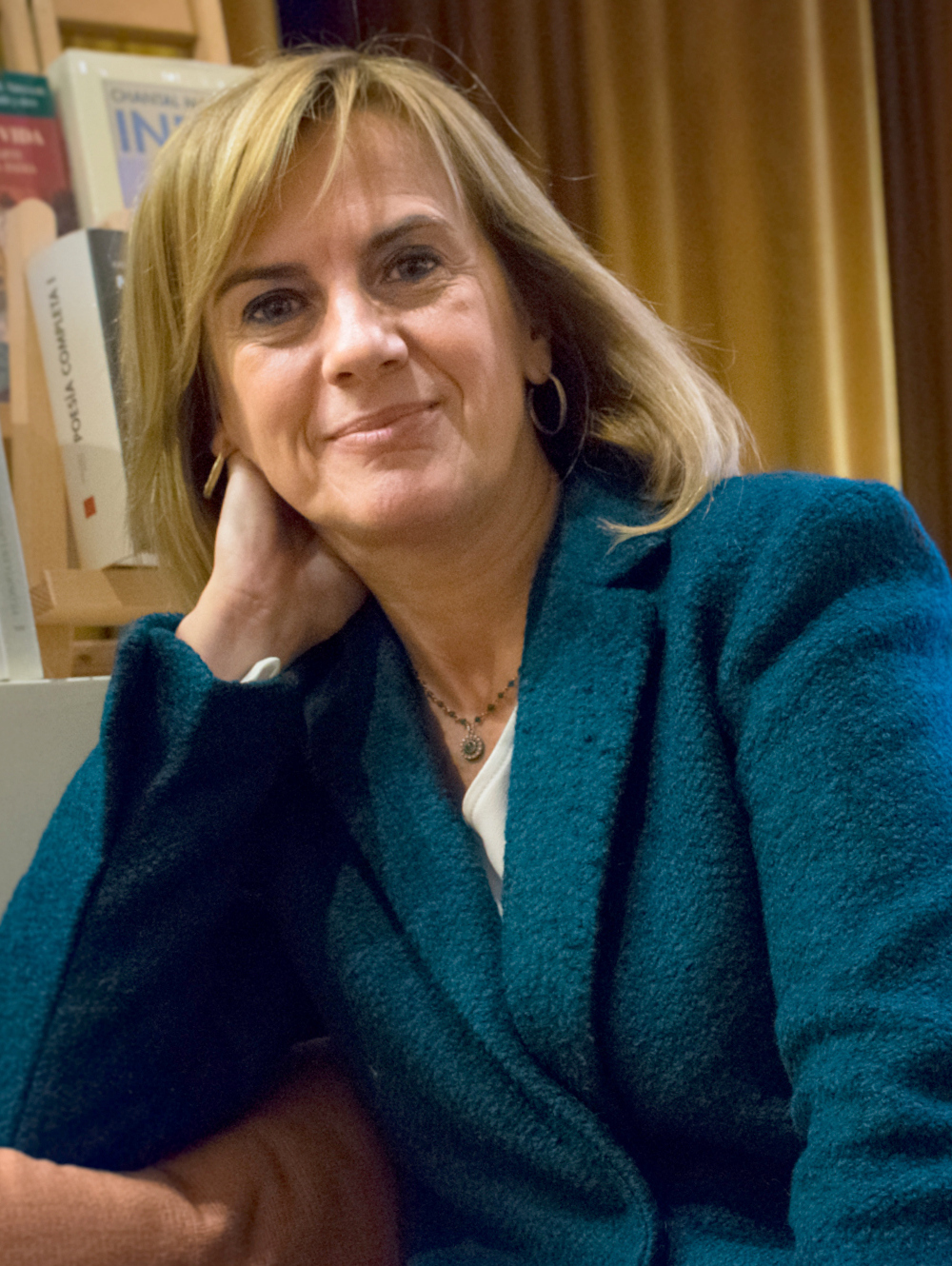
Gemma Nierga el 2017.

Pujol, en les seves segones memòries, recorda la manifestació i les paraules de la periodista. Paraules dirigides a José María Aznar, que va preguntar al president de la Generalitat «I amb qui he de dialogar?». «Aznar ja havia parlat amb ETA en el transcurs d'una treva que havia acabat en fracàs. Ara ETA acabava de matar a la persona que des de l'altra sensibilitat ideològica també sostenia la voluntat de diàleg. Les paraules de la periodista van ser ben acollides per la gent, però no eren ni realistes ni justes», sosté Jordi Pujol en les seves memòries.
El juliol de 2004 va contreure matrimoni amb José Antonio Cabanillas, tinent alcalde per Esquerra Unida (IU) a la ciutat de Còrdova, on va passar a residir. El 28 de setembre del 2005, va néixer el seu fill Pau i durant la seva baixa maternal, fins al gener de 2006, la va substituir Mamen Mendizábal al capdavant de La ventana. El 24 d'octubre de 2007, coincidint amb la mort de la seva mare, es dona a conèixer que la periodista rep el Premi Ondas per la seva trajectòria.
Després d'una dècada allunyada de la televisió, l'11 d'abril de 2008 estrena a La 1 de Televisió Espanyola el programa d'entrevistes setmanal Ya te vale, adaptació del programa de la BBC What Kids Really Think?, on un grup de nens entrevistava a diversos convidats famosos. Aquest programa venia a ser la versió espanyola del No em ratllis, que Júlia Otero, la seva competidora, presentava a TVC. A TVE el programa va durar dos mesos, amb uns baixos nivells d'audiència, si bé a Catalunya fou un rotund èxit. Des de setembre de 2008 resideix de nou a Barcelona des d'on continua presentant i dirigint diàriament el programa La ventana. Durant els primers mesos de la temporada 2009, la substitueix Marta González Novo, pel naixement del seu segon fill. El setembre del 2018 torna a la televisió per presentar el programa Els meus pares a TV3, on Gemma Nierga entrevista als pares dels famosos.
El 2020 va començar a presentar el programa matinal Cafè d'idees, emès simultàniament a La 2 Catalunya i Ràdio 4. El 2024 també va presentar el programa de criança Farem el que podrem, a La 2.

## Premis i reconeixements
El 2013 va rebre el Premi Quim Regàs de Periodisme i el 2017 va obtenir el Premi Trajectòria Periodística de l'Associació de Dones Periodistes de Catalunya.